# 澄迈秋海棠
澄迈秋海棠（学名：Begonia chuniana）为秋海棠科秋海棠属的植物，是中国的特有植物。分布在中国大陆的海南等地，常生于林下，目前已由人工引种栽培。